# Liste der Orte im Landkreis Augsburg
Die Liste der Orte im Landkreis Augsburg listet die amtlich benannten Orte (Ortsteile, Stadtteile, Dörfer, Weiler, Höfe, (Einzel-)Häuser) und Wüstungen im Landkreis Augsburg auf.

## Systematische Liste
Alphabet der Städte und Gemeinden mit den zugehörigen Orten. Orte, die eingeklammert sind, sind nach derzeitigem Stand (20. August 2019) keine amtlich benannten Ortsteile mehr. Die Zahl der Gemeindeteile richtet sich nach dem derzeitigen Stand.
- Die Gemeinde Adelsried mit 3 Gemeindeteilen:
  - Pfarrdorf Adelsried
  - Dorf Kruichen
  - Einöde Engelshof

- Die Gemeinde Allmannshofen mit 5 Gemeindeteilen:
  - Pfarrdörfer Allmannshofen und Holzen
  - Weiler Hahnenweiler und Schwaighof (Gut Schwaighof)
  - Einöde Klause

- Die Gemeinde Altenmünster mit 13 Gemeindeteilen:
  - Pfarrdörfer Altenmünster, Baiershofen, Hegnenbach, Violau und Zusamzell
  - Kirchdörfer Eppishofen, Hennhofen, Neumünster und Unterschöneberg
  - Einöden Aspachhof, Lüftenberg, Stuhlenmühle und Weldishof

- Die Gemeinde Aystetten mit 2 Gemeindeteilen:
  - Pfarrdorf Aystetten
  - Einöde Louisenruh

- Der Markt Biberbach mit 14 Gemeindeteilen:
  - Hauptort Biberbach
  - Pfarrdorf Affaltern
  - Kirchdörfer Feigenhofen und Markt
  - Dörfer Albertshofen und Eisenbrechtshofen
  - Siedlung Zollsiedlung
  - Weiler Salmannshofen (ehemaliges Kloster Salmannshofen)
  - Einöden Baletshof, Dennhof, Dennhofmühle, Ehekirchmühle, Furtmühle und Kleemeisterhaus

- Die Stadt Bobingen mit 7 Gemeindeteilen:
  - Hauptort Bobingen
  - Pfarrdörfer Reinhartshausen, Straßberg und Waldberg
  - Dörfer Burgwalden und Kreuzanger
  - Siedlung Bobingen-Siedlung

- Die Gemeinde Bonstetten mit dem gleichnamigen Pfarrdorf

- Der Markt Diedorf mit 8 Gemeindeteilen:
  - Pfarrdörfer Anhausen, Biburg, Diedorf und Willishausen
  - Dörfer Hausen, Kreppen und Oggenhof
  - Einöde Neudeck

- Der Markt Dinkelscherben mit 21 Gemeindeteilen:
  - Hauptort Dinkelscherben
  - Pfarrdörfer Anried, Breitenbronn, Ettelried, Fleinhausen, Grünenbaindt, Häder, Oberschöneberg und Ried
  - Kirchdorf Neuhäder
  - Dörfer Au, Engertshofen, Holzara, Lindach, Reischenau, Saulach, Schempach und Stadel
  - Weiler Kühbach und Siefenwang
  - Einöde Elmischwang

- Die Gemeinde Ehingen mit 2 Gemeindeteilen:
  - Pfarrdorf Ehingen
  - Dorf Ortlfingen

- Die Gemeinde Ellgau mit dem gleichnamigen Kirchdorf

- Die Gemeinde Emersacker mit dem gleichnamigen Pfarrdorf

- Der Markt Fischach mit 14 Gemeindeteilen:
  - Hauptort Fischach
  - Pfarrdörfer Aretsried, Siegertshofen, Willmatshofen und Wollmetshofen
  - Dörfer Itzlishofen, Reitenbuch, Todtenschläule und Tronetshofen
  - Weiler Heimberg
  - Schloss Elmischwang
  - Einöden Lehnersberg und Sägmühle

- Die Gemeinde Gablingen mit 5 Gemeindeteilen:
  - Pfarrdörfer Gablingen und Lützelburg
  - Dörfer Holzhausen und Muttershofen
  - Siedlung Gablingen-Siedlung

- Die Stadt Gersthofen mit 7 Gemeindeteilen:
  - Hauptort Gersthofen
  - Pfarrdörfer Batzenhofen und Hirblingen
  - Dörfer Edenbergen und Rettenbergen
  - Weiler Gailenbach und Peterhof

- Die Gemeinde Gessertshausen mit 9 Gemeindeteilen:
  - Pfarrdörfer Gessertshausen, Döpshofen
  - Kirchdörfer Deubach, Margertshausen und Wollishausen
  - Dorf Weiherhof
  - Weiler Dietkirch und Engelshof
  - Kloster Oberschönenfeld
  - Kapelle Hubertuskapelle
  - Einöden Bergmühle und Deubacher Mühle

- Graben mit 2 Gemeindeteilen:
  - Pfarrdörfer Graben und Lagerlechfeld (ein Teil)

- Großaitingen mit 4 Gemeindeteilen:
  - Pfarrdorf Großaitingen
  - Kirchdorf Reinhartshofen
  - Dorf Hardt
  - Einöde Eggerhof

- Heretsried mit 3 Gemeindeteilen:
  - Pfarrdorf Heretsried
  - Kirchdorf Lauterbrunn
  - Weiler Monburg

- Hiltenfingen mit dem gleichnamigen Pfarrdorf

- Horgau mit 8 Gemeindeteilen:
  - Pfarrdorf Horgau
  - Kirchdörfer Auerbach, Bieselbach und Horgauergreut
  - Weiler Herpfenried, Lindgraben und Schäfstoß
  - Einöde Ziegelhauserhof

- Kleinaitingen mit 3 Gemeindeteilen:
  - Pfarrdorf Kleinaitingen
  - Siedlungen Gutshof Lechfeld und Lechfeld-Nord

- Klosterlechfeld mit dem gleichnamigen Pfarrdorf

- Stadt Königsbrunn: Königsbrunn mit den Stadtteilen (allesamt keine amtlichen Gemeindeteile) Lechau, Neuhaus und Fohlenhof

- Kühlenthal mit 4 Gemeindeteilen:
  - Dorf Kühlenthal
  - Weiler Ahlingen, Anzenhof und Fertingen

- Kutzenhausen mit 9 Gemeindeteilen:
  - Pfarrdörfer Kutzenhausen, Agawang und Rommelsried
  - Kirchdörfer Buch und Maingründel
  - Dorf Unternefsried
  - Weiler Boschhorn und Katzenlohe
  - Einöde Brunnenmühle

- Langenneufnach mit 4 Gemeindeteilen:
  - Pfarrdorf Langenneufnach
  - Kirchdorf Habertsweiler
  - Dorf Unterrothan
  - Einöde Bucherhof

- Langerringen mit 8 Gemeindeteilen:
  - Pfarrdörfer Gennach, Langerringen und Schwabmühlhausen
  - Kirchdorf Westerringen
  - Dorf Falkenberg
  - Weiler Einöde und Schwabaich
  - Einöde Burghof

- Langweid am Lech mit 5 Gemeindeteilen:
  - Pfarrdörfer Langweid am Lech, Achsheim und Stettenhofen
  - Siedlung Foret
  - Weiler Eggelhof

- Markt Meitingen mit 9 Gemeindeteilen:
  - Hauptort Meitingen
  - Pfarrdörfer Herbertshofen und Langenreichen
  - Kirchdorf Ostendorf
  - Dörfer Erlingen und Waltershofen
  - Weiler Langenreichermühle und Zeisenried
  - Einöde Ehekirchen

- Mickhausen mit 12 Gemeindeteilen:
  - Pfarrdörfer Grimoldsried und Mickhausen
  - Kirchdorf Münster
  - Dörfer Kelchsried, Rielhofen und Niederhof
  - Weiler Rieger, Schweinbachhof und Zirken
  - Einöden Blessenauhof, Köpfingerhof und Laiber

- Mittelneufnach mit 3 Gemeindeteilen:
  - Pfarrdörfer Mittelneufnach und Reichertshofen
  - Weiler Buchhof

- Stadt Neusäß mit 9 Gemeindeteilen:
  - Hauptort Neusäß
  - Pfarrdörfer Hainhofen, Ottmarshausen, Steppach bei Augsburg, Täfertingen und Westheim bei Augsburg
  - Dörfer Hammel, Schlipsheim und Vogelsang

- Nordendorf mit 3 Gemeindeteilen:
  - Dörfer Nordendorf und Blankenburg
  - Weiler Donnsberg

- Oberottmarshausen mit dem gleichnamigen Pfarrdorf

- Scherstetten mit 7 Gemeindeteilen:
  - Pfarrdörfer Konradshofen und Scherstetten
  - Dorf Erkhausen
  - Weiler Berghöfe, Bruderhof und Hilpoldsberg
  - Einöde Geiselhof

- Stadt Schwabmünchen mit 10 Gemeindeteilen:
  - Hauptort Schwabmünchen
  - Pfarrdörfer Klimmach, Mittelstetten und Schwabegg
  - Dörfer Birkach und Leuthau
  - Siedlung Wertachau
  - Weiler Froschbach und Königshausen
  - Schloss Guggenberg

- Stadt Stadtbergen mit 3 Gemeindeteilen:
  - Hauptort Stadtbergen
  - Pfarrdorf Leitershofen
  - Kirchdorf Deuringen

- Markt Thierhaupten mit 8 Gemeindeteilen:
  - Hauptort Thierhaupten
  - Pfarrdorf Neukirchen
  - Dorf Hölzlarn
  - Weiler Altenbach, Königsbrunn, Ötz und Weiden
  - Einöde Sparmannseck

- Untermeitingen mit 3 Gemeindeteilen:
  - Pfarrdorf Untermeitingen
  - Siedlung Lagerlechfeld (zum Teil)
  - Lager Südlager Lechfeld

- Ustersbach mit 4 Gemeindeteilen:
  - Pfarrdorf Ustersbach
  - Kirchdorf Mödishofen
  - Weiler Baschenegg und Osterkühbach

- Walkertshofen mit 5 Gemeindeteilen:
  - Pfarrdorf Walkertshofen
  - Dorf Gumpenweiler
  - Weiler Oberrothan und Hölden
  - Einöde Schweizerhof

- Wehringen mit dem gleichnamigen Pfarrdorf

- Markt Welden mit 3 Gemeindeteilen:
  - Pfarrdorf Welden
  - Kirchdorf Reutern
  - Einöde Ehgatten

- Westendorf mit dem gleichnamigen Pfarrdorf

- Markt Zusmarshausen mit 15 Gemeindeteilen:
  - Hauptort Zusmarshausen
  - Pfarrdörfer Gabelbach, Steinekirch, Wollbach und Wörleschwang
  - Kirchdörfer Friedensdorf, Gabelbachergreut und Streitheim
  - Dorf Vallried
  - Weiler Kleinried und Wolfsberg
  - Einöden Lüftenberg, Rücklenmühle, Salenbach und Weilerhof

## Alphabetische Liste
In Fettschrift erscheinen die Orte, die namengebend für die Gemeinde sind.

### A
- Achsheim zu Langweid am Lech
- Adelsried
- Affaltern zu Biberbach
- Agawang zu Kutzenhausen
- Ahlingen zu Kühlenthal
- Albertshofen zu Biberbach
- Allmannshofen
- Altenbach zu Thierhaupten
- Altenmünster
- Anhausen zu Diedorf
- Anried zu Dinkelscherben
- Anzenhof zu Kühlenthal
- Aretsried zu Fischach
- Aspachhof zu Altenmünster
- Au zu Dinkelscherben
- Auerbach zu Horgau
- Aystetten

### B
- Baiershofen zu Altenmünster
- Baletshof zu Biberbach
- Baschenegg zu Ustersbach
- Batzenhofen zu Gersthofen
- Berghöfe zu Scherstetten
- Biberbach
- Biburg zu Diedorf
- Bieselbach zu Horgau
- Birkach zu Schwabmünchen
- Blankenburg zu Nordendorf
- Blessenauhof zu Mickhausen
- Bobingen
- Bonstetten
- Boschhorn zu Kutzenhausen
- Breitenbronn zu Dinkelscherben
- Bruderhof zu Scherstetten
- Brunnenmühle zu Kutzenhausen
- Buch zu Kutzenhausen
- Bucherhof zu Langenneufnach
- Buchhof zu Mittelneufnach
- Burghof zu Langerringen
- Burgwalden zu Bobingen

### D
- Dennhof zu Biberbach
- Dennhofmühle zu Biberbach
- Deuringen zu Stadtbergen
- Deubach zu Gessertshausen
- Deubacher Mühle zu Gessertshausen
- Diedorf
- Dietkirch zu Gessertshausen
- Dinkelscherben
- Donnsberg zu Nordendorf
- Döpshofen zu Gessertshausen

### E
- Edenbergen zu Gersthofen
- Eggelhof zu Langweid am Lech
- Eggerhof zu Großaitingen
- Ehekirchen zu Meitingen
- Ehekirchmühle zu Biberbach
- Ehgatten zu Welden
- Ehingen
- Einöde (mit den Einzelgehöften Drexel, März, Roos, Weber und Witlinger) zu Langerringen
- Eisenbrechtshofen zu Biberbach
- Ellgau
- Elmischwang zu Dinkelscherben
- Elmischwang zu Fischach
- Emersacker
- Engelshof zu Adelsried
- Engertshofen zu Dinkelscherben
- Eppishofen zu Altenmünster
- Erkhausen zu Scherstetten
- Erlingen zu Meitingen
- Ettelried zu Dinkelscherben

### F
- Falkenberg zu Langerringen
- Feigenhofen zu Biberbach
- Fertingen zu Kühlenthal
- Fischach
- Fleinhausen zu Dinkelscherben
- Fohlenhof zu Königsbrunn
- Foret zu Langweid am Lech
- Friedensdorf zu Zusmarshausen
- Froschbach zu Schwabmünchen
- Furtmühle zu Biberbach

### G
- Gabelbach zu Zusmarshausen
- Gabelbachergreut zu Zusmarshausen
- Gablingen
- Gablingen-Siedlung zu Gablingen
- Gailenbach zu Gersthofen
- Geiselhof zu Scherstetten
- Gennach zu Langerringen
- Gersthofen
- Gessertshausen
- Gnadental zu Großaitingen
- Graben
- Grimoldsried zu Mickhausen
- Großaitingen
- Grünenbaindt zu Dinkelscherben
- Guggenberg zu Schwabmünchen
- Gumpenweiler zu Walkertshofen
- Gutshof Lechfeld zu Kleinaitingen

### H
- Habertsweiler zu Langenneufnach
- Häder zu Dinkelscherben
- Hahnenweiler zu Allmannshofen
- Hainhofen zu Neusäß
- Hammel zu Neusäß
- Hardt zu Großaitingen
- Hausen zu Diedorf
- Hegnenbach zu Altenmünster
- Heimberg zu Fischach
- Hennhofen zu Altenmünster
- Herbertshofen zu Meitingen
- Heretsried
- Herpfenried zu Horgau
- Hilpoldsberg zu Scherstetten
- Hiltenfingen
- Hirblingen zu Gersthofen
- Hirschwang zu Schwabmünchen
- Hölden zu Walkertshofen
- Holzara zu Dinkelscherben
- Holzen zu Allmannshofen
- Holzhausen zu Gablingen
- Hölzlarn zu Thierhaupten
- Horgau
- Horgauergreut zu Horgau
- Hubertuskapelle zu Gessertshausen

### I
- Itzlishofen zu Fischach

### K
- Katzenlohe zu Kutzenhausen
- Kelchsried zu Mickhausen
- Klause zu Allmannshofen
- Kleemeisterhaus zu Biberbach
- Kleinaitingen
- Kleinried zu Zusmarshausen
- Klimmach zu Schwabmünchen
- Klosterlechfeld
- Königsbrunn
- Königsbrunn zu Thierhaupten
- Königshausen zu Schwabmünchen
- Konradshofen zu Scherstetten
- Köpfingerhof zu Mickhausen
- Kreppen zu Diedorf
- Kreuzanger zu Bobingen
- Kruichen zu Adelsried
- Kühbach zu Dinkelscherben
- Kühlenthal
- Kutzenhausen

### L
- Lagerlechfeld zu Untermeitingen und Graben
- Laiber zu Mickhausen
- Langerringen
- Langenneufnach
- Langenreichen zu Meitingen
- Langenreichermühle zu Meitingen
- Langweid am Lech
- Lauterbrunn zu Heretsried
- Lechau zu Königsbrunn
- Lechaumühle zu Königsbrunn
- Lechfeld-Nord zu Kleinaitingen
- Lehnersberg zu Fischach
- Leitershofen zu Stadtbergen
- Lettenbach zu Diedorf
- Leuthau zu Schwabmünchen
- Lindach zu Dinkelscherben
- Lindgraben zu Horgau
- Louisenruh zu Aystetten
- Lüftenberg zu Altenmünster
- Lüftenberg zu Zusmarshausen
- Lützelburg zu Gablingen

### M
- Maingründel zu Kutzenhausen
- Margertshausen zu Gessertshausen
- Markt zu Biberbach
- Meitingen
- Mickhausen
- Mittelneufnach
- Mittelstetten zu Schwabmünchen
- Mödishofen zu Ustersbach
- Monburg zu Heretsried
- Münster zu Mickhausen
- Muttershofen zu Gablingen

### N
- Neudeck zu Diedorf
- Neuhäder zu Dinkelscherben
- Neuhaus zu Königsbrunn
- Neukirchen zu Thierhaupten
- Neumünster zu Altenmünster
- Neusäß
- Niederhof zu Mickhausen
- Nordendorf

### O
- Oberottmarshausen
- Oberrothan zu Walkertshofen
- Oberschöneberg zu Dinkelscherben
- Kloster Oberschönenfeld zu Gessertshausen
- Oggenhof zu Diedorf
- Ortlfingen zu Ehingen
- Ostendorf zu Meitingen
- Osterkühbach zu Ustersbach
- Ottmarshausen zu Neusäß
- Ötz zu Thierhaupten

### P
- Peterhof zu Gersthofen

### R
- Reichertshofen zu Mittelneufnach
- Reinhartshausen zu Bobingen
- Reinhartshofen zu Großaitingen
- Reischenau zu Dinkelscherben
- Reitenbuch zu Fischach
- Reutern zu Welden
- Rettenbergen zu Gersthofen
- Ried zu Dinkelscherben
- Rieger zu Mickhausen
- Rielhofen zu Mickhausen
- Rommelsried zu Kutzenhausen
- Rücklenmühle zu Zusmarshausen

### S
- Sägmühle zu Fischach
- Salenbach zu Zusmarshausen
- Salmannshofen zu Biberbach
- Sankt Justina zu Großaitingen
- Saulach zu Dinkelscherben
- Schäfstoß zu Horgau
- Schempach zu Dinkelscherben
- Scherstetten
- Schlipsheim zu Neusäß
- Schwabaich zu Langerringen
- Schwabegg zu Schwabmünchen
- Schwabegger Mühle zu Schwabmünchen
- Schwabmühlhausen zu Langerringen
- Schwabmünchen
- Schwaighof zu Allmannshofen
- Schweinbachhof zu Mickhausen
- Schweizerhof zu Walkertshofen
- Siefenwang zu Dinkelscherben
- Siegertshofen zu Fischach
- Sparmannseck zu Thierhaupten
- Stadel zu Dinkelscherben
- Stadtbergen
- Steinekirch zu Zusmarshausen
- Steppach bei Augsburg zu Neusäß
- Stettenhofen zu Langweid am Lech
- Straßberg zu Bobingen
- Streitheim zu Zusmarshausen
- Stuhlenmühle zu Altenmünster
- Südlager Lechfeld zu Untermeitingen

### T
- Täfertingen zu Neusäß
- Thierhaupten
- Todtenschläule zu Fischach
- Tronetshofen zu Fischach

### U
- Unternefsried zu Kutzenhausen
- Unterrothan zu Langenneufnach
- Untermeitingen
- Unterschöneberg zu Altenmünster
- Ustersbach

### V
- Vallried zu Zusmarshausen
- Violau zu Altenmünster
- Vogelsang zu Diedorf
- Vogelsang zu Neusäß

### W
- Waldberg zu Bobingen
- Walkertshofen
- Waltershofen zu Meitingen
- Wehringen
- Weiden zu Thierhaupten
- Weiherhof zu Gessertshausen
- Weilerhof zu Zusmarshausen
- Welden
- Weldishof zu Altenmünster
- Wertachau zu Schwabmünchen
- Westendorf
- Westerringen zu Langerringen
- Westheim bei Augsburg zu Neusäß
- Wieskapelle zu Thierhaupten
- Willishausen zu Diedorf
- Willmatshofen zu Fischach
- Wolfsberg zu Zusmarshausen
- Wollbach zu Zusmarshausen
- Wollishausen zu Gessertshausen
- Wollmetshofen zu Fischach
- Wörleschwang zu Zusmarshausen

### Z
- Zeisenried zu Meitingen
- Ziegelhauserhof zu Horgau
- Zirken zu Mickhausen
- Zollsiedlung zu Biberbach
- Zusamzell zu Altenmünster
- Zusmarshausen

| ↑ Zurück zum Inhaltsverzeichnis |